# Wildenkogel (bergstopp i Österrike)
Wildenkogel är en bergstopp i Österrike.   Den ligger i distriktet Lienz och förbundslandet Tyrolen, i den centrala delen av landet, 300 km väster om huvudstaden Wien. Toppen på Wildenkogel är 3 021 meter över havet.
Wildenkogel ingår i Hohe Tauern.
Runt Wildenkogel är det ganska glesbefolkat, med 26 invånare per kvadratkilometer.. Närmaste större samhälle är Matrei in Osttirol, 12,2 km söder om Wildenkogel.
Trakten runt Wildenkogel består i huvudsak av gräsmarker.